# Шемелин, Фёдор Иванович
Фёдор Ива́нович Шеме́лин (примерно 1750-е, Тобольск — не ранее 1823) — московский купец. С 1780-х годов начал сотрудничать с известным купцом и основателем Российско-Американской компании (РАК) Г. И. Шелеховым.
Фёдор Шемелин упомянут в «Наставлении» Григория Шелихова по РАК 1786 года (все письменные распоряжения по компании за год) как приказчик. Вероятно, именно с этого года Фёдор Иванович поступил на службу РАК. Также в документах Григория Шелихова, найденных в 1934 году в Вологде, следует, что Фёдор Иванович родом из Тобольска, и с торговыми поручениями бывал в Москве, Петербурге, Кяхте, Иркутске и Охотске. Также в этих бумагах были обнаружены донесения Ф. И. Шемелина из Петропавловского порта и Бразилии.

### Кругосветная экспедиция

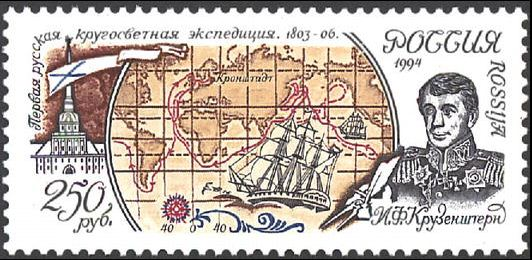
И. Ф. Крузенштерн и маршрут путешествия на почтовой марке России

В 1803—1806 годах принял участие в первой кругосветной российской экспедиции на шлюпе «Надежда», в качестве комиссионера РАК, и состоял в подчинении камергера уполномоченного представителя РАК Н. П. Резанова. Основными задачами Фёдора Ивановича на шлюпе были — заведование снабжением, учёт товаров, принадлежащих РАК, а также занятия исследованиями и собирание коллекций для музея. С первого дня экспедиции Фёдор Иванович начал вести дневник, назвав его «Журнал первого путешествия Россиян вокруг земли». На острове Тенерифе Шемелин подробно описал в своем журнале местный ботанический сад. На острове Святой Екатерины сделал описание порта Ностра Синьоре дель Дестеро, его историю, состояние торговли и цены на рынках.
На острове Нукагива — главном острове Маркизского архипелага, Шемелин стал участником приёма на «Надежде» местного короля Тапега Кегтенове. Немногим позже, король выделил охранника по имени Мугау для Шемелина, который с натуралистом Ф. П. Брыкиным, художником С. С. Курляндцевым и егерем Петром Филипповым сошёл на берег для описания острова и сбора этнографической коллекции. Про островитян Шемелин отметил: «с одной стороны, странные вкусы этих людей, с другой — радушное гостеприимство, любовь к детям и строгость нравов», и посвятил целую главу своего дневника туземной кухне.
С конца мая 1804 года в течение месяца Фёдором Ивановичем проводилось подробное описание Сандвичевых островов (ныне Гавайские острова). Также Ф. И. Шемелин побывал на острове Оаху и видел короля Камеамеа Гавайского.
В то время как Н. П. Рязанов вёл безуспешные переговоры в Нагасаки, Фёдор Иванович продолжал проводить исследования и собрать ценные сведения, в частности, о полезных ископаемых и торговле в Японии.
23 июня 1805 года в Петропавловском порту Н. П. Рязанов за труды и проделанную работу хотел наградить Ф. И. Шемелина золотой медалью на голубой кавалерской ленте ордена Святого Андрея, но Фёдор Иванович посчитал это преждевременным и попросил Николая Петровича повременить с награждением до возвращения в Петербург.
8 ноября 1805 года «Надежда» прибыла в порт-колонию Португалии Макао, а оттуда перешла в Кантон (ныне Гуанчжоу), где Ф. И. Шемелиным за привезённые товары выручил 181 623 пиастра деньгами.
На пути из Китая в Кронштадт «Надежда» подошла к острову Святой Елены, и за время стоянки И. Ф. Шемелин смог занести в дневник свои наблюдения об этом острове. Также в дневнике появилась запись об начале войны с Францией и описание похорон на острове второго лейтенанта «Надежды» П. В. Головачева, который покончил с собой, застрелившись. В Кронштадт шлюп пришёл 30 августа (11 сентября) 1806 года.

### Дальнейшая служба
С 1807 года до начала 1810-х годов Иван Фёдорович служил правителем Иркутской конторы РАК.
В 1816—1818 годах, спустя 10 лет после завершения экспедиции, издал в Петербурге двумя томами «Журнал первого путешествия Россиян вокруг земли», содержащий ценные записи относительно хода экспедиции. Также издание осветило экспедицию с позиции торговых целей и интересов РАК и, в частности, самого Н. П. Резанова.